# Balladen om det stora slagsmålet på Tegelbacken
Balladen om det stora slagsmålet på Tegelbacken -mellan Stockholms samtliga busar en januarikväll år 1903 är en sång skriven av Olle Adolphson, och ursprungligen inspelad av honom med Hans Wahlgrens orkester på EP-skivan Resan hem, som utgavs i oktober 1963. Sången handlar om gänglivet i Stockholm i början av 1900-talet.
Siw Malmkvist spelade in sången på EP-skivan Tror du att jag förlorad är, som släpptes i juli 1965. Hennes version testades även på Svensktoppen, där den gick in på sjunde plats den 4 september 1965, för att gången därpå vara utslagen. 1968 utkom den även på hennes album Från Jazzbacillen till Balladen om det stora slagsmålet på Tegelbacken.
Svante Thuresson spelade in låten 2011 på albumet Regionala nyheter: Stockholmsdelen.

### Fotnoter
1. ↑  Information i Svensk mediedatabas.
2. ↑  Information i Svensk mediedatabas.
3. ↑  Svensktoppen - 1965
4. ↑  Information i Svensk mediedatabas.
5. ↑  ”Svensk mediedatabas”. http://smdb.kb.se/catalog/id/002725880. Läst 14 augusti 2011.